# Nowoheorhijiwsk
Nowoheorhijiwsk (ukrainisch Новогеоргіївськ, russisch Новогеоргиевск Nowogeorgijewsk, bis 1795 und von 1821 bis 1860 Krylow, von 1795 bis 1821 Aleksandrija; russisch Новогеоргиевск) war eine Stadt in der Oblast Kirowohrad, Ukraine, nahe der Stadt Tschyhyryn. Sie liegt heute auf dem Grund des Krementschuker Stausees.

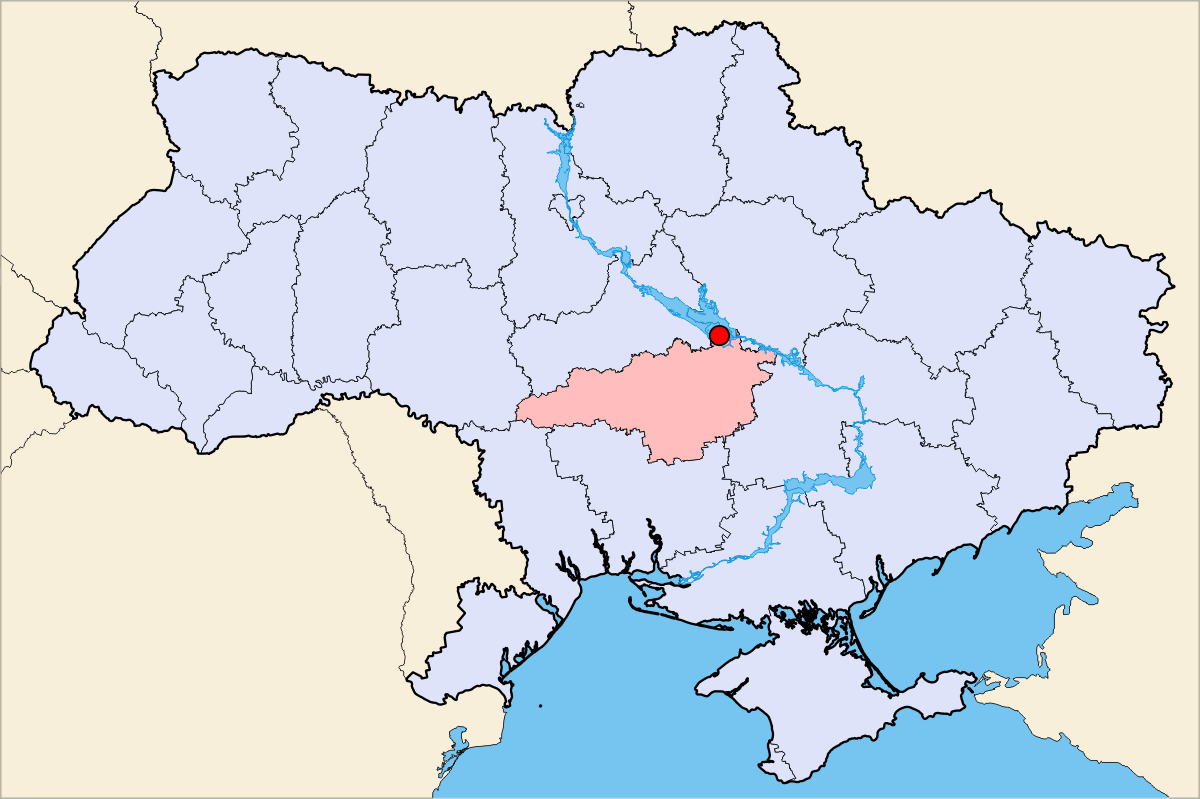
Lage des Ortes

Nowoheorhijiwsk entstand zu Beginn des 17. Jahrhunderts als Ansiedlung bei der gleichnamigen Festung an der Einmündung des Tjasmyn in den Dnepr. 1795 wurde der Ort zur Stadt erhoben und erhielt den neuen Namen Aleksandrija (Александрия). 1821 erfolgte eine Umbenennung in Krylow (Крылов) und 1860 bekam der Ort seinen ursprünglichen Namen zurück.
Die Stadt lag 15 km westlich von Krementschuk und hatte 1850 2764 Einwohner. In der Folge wuchs die Bevölkerung stark an, so dass 1885 bereits 7893 und 1897 11.594 Einwohner in der Stadt wohnten. Mehrheitlich war die Stadt damals von Juden bewohnt, die 1897 57,1 % der Bevölkerung stellten, gefolgt von Ukrainer (29,1 %), Russen (12,2 %), Polen (0,7 %) und Deutschen (0,2 %).
Ende der 1950er Jahre wurde die Bevölkerung von Nowoheorhijiwsk ausgesiedelt, wobei der überwiegende Teil in die neu gegründete Stadt Switlowodsk umzog. Im Zuge der ab 1962 erfolgenden Aufstauung des Dneprs zum Krementschuker Stausee wurde die Stadt überflutet.